# The Inner Circle
För reggaegruppen, se Inner Circle.
The Inner Circle är det femte studioalbumet av det svenska progressiva metal-bandet Evergrey, utgivet 2004 av det tyska skivbolaget InsideOut Music. Albumet har ett tema som bygger på religiösa sekter och liknande. Att man inte ska låta sig luras av stora ledare som säger sig vara vägen till Gud. Man ska inte lyssna på någon annan än sig själv i första hand.

## Låtlista
1. "A Touch of Blessing" – 5:50
2. "Ambassador" – 4:29
3. "In the Wake of the Weary" 4:44
4. "Harmless Wishes" – 4:18
5. "Waking Up Blind" – 4:23
6. "More Than Ever" – 4:13
7. "The Essence of Conviction" – 6:07
8. "Where All Good Sleep" – 4:37
9. "Faith Restored" – 3:54
10. "When the Walls Go Down" – 5:42

Text: Tom S. Englund
Musik: Tom S. Englund (spår 1–5, 7–10), Jonas Ekdahl (spår 2, 7, 10), Henrik Danhage (spår 3, 4, 6, 7, 10), Rikard Zander (spår 4, 8, 9)

## Medverkande
Musiker (Evergrey-medlemmar)
- Tom S. Englund – sång, gitarr
- Henrik Danhage – gitarr, bakgrundssång
- Michael Håkansson – basgitarr
- Rikard Zander – keyboard
- Jonas Ekdahl – trummor, bakgrundssång

Bidragande musiker
- Göteborgs Symfoniker – stråkkvartett
- Carina Englund – sång

Produktion
- Tom S. Englund – producent, ljudtekniker, ljudmix
- Henrik Danhage – producent
- Rikard Zander, Jonas Ekdahl – assisterande producent
- Arnold Lindberg – ljudtekniker, ljudmix
- Dragan Tanasković – mastering
- Mattias Norén – omslagsdesign, omslagskonst
- Göran Danhage, Lisa Thanner – foto